# Ptychopyxis plagiocarpa
Ptychopyxis plagiocarpa är en törelväxtart som beskrevs av Airy Shaw. Ptychopyxis plagiocarpa ingår i släktet Ptychopyxis och familjen törelväxter. Inga underarter finns listade i Catalogue of Life.